# Xestia cinerascens
Xestia cinerascens là một loài bướm đêm trong họ Noctuidae.